# 罗杰·S·佩恩
罗杰·S·佩恩（英語：Roger Searle Payne，1935年1月29日—2023年6月10日）是一位美国生物学家和环境学家，知名于在1967年发现了来自大翅鲸的鲸歌，此后广泛参与反对捕鯨等环境议题，曾获1984年的麦克阿瑟奖。